# Askar Mamin
Askar Uzakpajewicz Mamin (oryg. Аскар Узакпаевич Мамин; ur. 23 października 1965 w Celinogradzie) – kazachski polityk i ekonomista, od 21 lutego 2019 do 5 stycznia 2022 premier Kazachstanu (do 25 lutego 2019 jako pełniący obowiązki).

## Życiorys
Ukończył Celinogradzki Instytut Inżynierii Lądowej oraz Rosyjski Ekonomiczny Uniwersytet im. Plechanowa w Moskwie.
W latach 2005–2006 piastował stanowisko ministra transportu i komunikacji, natomiast w latach 2006–2008 był burmistrzem Astany. W latach 2008–2016 był prezesem Kazakstan temyr żoły – państwowego przewoźnika kolejowego. 9 września 2016 został powołany w skład rządu Bakytżana Sagintajewa jako wicepremier.
25 lutego 2019 prezydent Nursułtan Nazarbajew powołał go na stanowisko premiera rządu.